# Kingsmillmassakern
Kingsmillmassakern var ett våldsdåd under konflikten i Nordirland som inträffade den 5 januari 1976 utanför byn Kingsmill i södra delen av grevskapet Armagh på Nordirland. Tio protestantiska män togs ut ur en minibuss och sköts till döds av en grupp som kallade sig South Armagh Republican Action Force.